# Mgongo
Mgongo ist ein Verwaltungsbezirk (englisch Ward) des Distrikts Iramba in der tansanischen Region Singida.

## Geografie
Mgongo ist ein Bezirk im nördlichen Zentralteil von Tansania etwa 80 Kilometer Luftlinie nordwestlich der Regionshauptstadt Singida. Bei der Volkszählung 2022 lebten 19.658 Menschen in 3259 Haushalten auf einer Fläche von 184 Quadratkilometern.

### Nachbarbezirke
Der Bezirk grenzt im Westen an die Region Tabora.
| Mbutu (Tabora)  | Ntwike                                      |        |
| Igunga (Tabora) | Kompassrose, die auf Nachbargemeinden zeigt | Shelui |
|                 | Mtoa                                        |        |

## Gliederung
Der Bezirk besteht aus vier Gemeinden (swahili Mtaa) mit 15 Orten (Kitongoji):
| Mgongo - Mntamba A - Mntamba B - Majengo - Matongo | Kizonzo - Msansao - Kizonzo - Nchala | Mseko - Mwamlula - Mseko A - Mseko B - Malendi | Kisonga - Isuna A - Isuna B - Kisonga - Laida |

## Infrastruktur
- Bildung: Die Mgongo Secondary School ist eine staatliche weiterführende Schule mit einer Ausbildung bis zur 4. Stufe.[8]
- Gesundheit: Im Bezirk liegt ein staatliches Gesundheitszentrum.[9]
- Verkehr: Die wichtigste Verkehrsverbindung ist die asphaltierte Nationalstraße T3, die von Singida nach Tabora führt.[10]